# Culicoides travisi
Culicoides travisi är en tvåvingeart som beskrevs av Vargas 1949. Culicoides travisi ingår i släktet Culicoides och familjen svidknott. Inga underarter finns listade i Catalogue of Life.